# Ardeadactylus

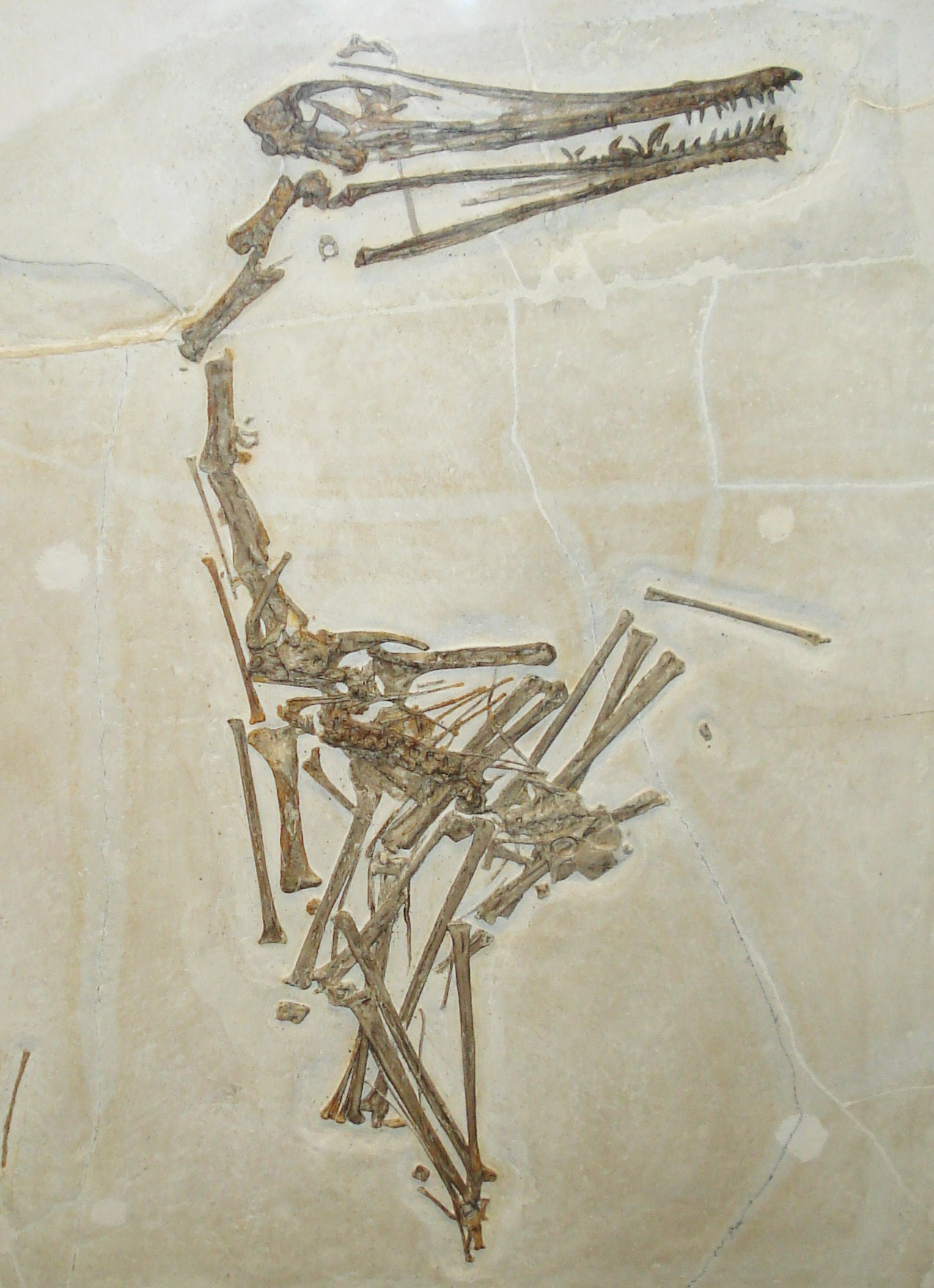
SMNS 56603, het neotype van Ardeadactylus

Ardeadactylus is een geslacht van uitgestorven pterosauriërs, behorend tot de Pterodactyloidea, dat tijdens het Laat-Jura leefde in het gebied van het huidige Duitsland. De enige benoemde soort is Ardeadactylus longicollum.

## Vondst en naamgeving
In 1854 benoemde Christian Erich Hermann von Meyer op basis van een groot exemplaar in 1853 gevonden in de Solnhofener kalksteen bij Eichstätt, waarop hij attent was gemaakt door professor Ludwig Frischmann, een nieuwe soort van Pterodactylus: Pterodactylus longicollum. De soortaanduiding betekent de 'langhals' vanuit het Latijn longis, 'lang' en collum, 'hals'. In 1858 emendeerde Johann Andreas Wagner de naam tot Pterodactylus longicollis, 'de langhalzige', maar deze emendatie is overbodig en daarmee ongeldig. Het exemplaar, bestaande uit een fragmentarisch skelet omvattend de voorste romp, nek en schedel, en oorspronkelijk deel van het Herzoglich Leuchtenbergische Naturalien-Kabinett, zou tijdens de Tweede Wereldoorlog door een bombardement vernietigd worden.

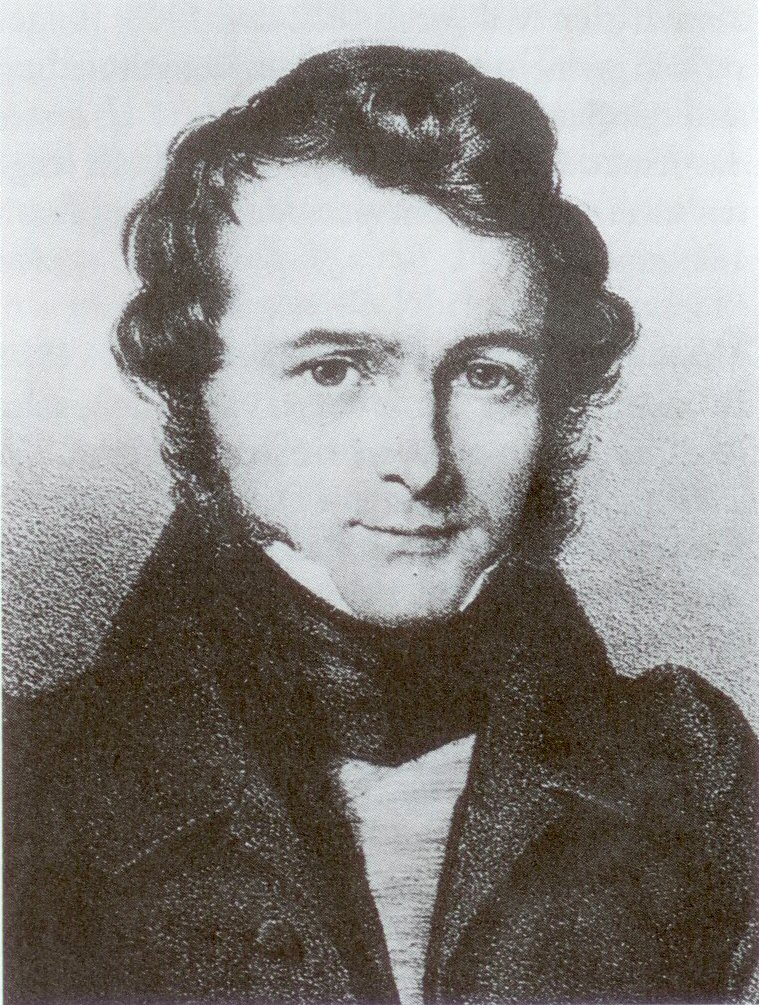
Von Meyer benoemde Pterodactylus longicollum, de typesoort van Ardeadactylus

Omstreden is of en in hoeverre er naast het typespecimen nog andere exemplaren gevonden waren. In 1970 stelde Peter Wellnhofer dat er daarvan verschillende bekend waren. Achteraf bleek Georg Graf zu Münster al in 1836 voor een in de bouw van de achterpoot overeenkomend fossiel, specimen MB.R. 3532, door Wellnhofer Exemplar 56 genoemd, de naam Pterodactylus longipes te hebben bedacht; deze werd door Wellnhofer als een nomen oblitum, een 'vergeten naam' beschouwd en Pterodactylus longicollum als een nomen protectum. In 1858 benoemde Wagner een fragmentarisch specimen als Pterodactylus vulturinus; ook dit zou tijdens de oorlog in München verloren gaan. In 1878 beschreef Oscar Friedrich von Fraas een specimen, SMNS 56603 (eerder SMNS 5802, Exemplar 58), in 1874 gevonden in de Nusplinger kalksteen te Württemberg, als een exemplaar van Pterodactylus suevicus. Wellnhofer zelf ontdekte nog een exemplaar in de collectie van het JuraMuseum: specimen JME-SOS 2428 (Exemplar 57). Wellnhofer wees SMNS 56603 als het vervangende neotype aan.
De fossielen waren nogal afwijkend van de typesoort van Pterodactylus: Pterodactylus antiquus, wat het waarschijnlijk maakte dat ze een eigen geslacht zouden krijgen of althans bij een ander geslacht worden ingedeeld. Al in 1871 gebruikte Harry Govier Seeley een deel van het materiaal voor zijn nieuwe genus Diopecephalus en in 1891 benoemde hij SMNS 56603 tot Cycnorhamphus fraasii. In 1974 dacht Jacques Fabre dat de soort bij Gallodactylus behoorde, dus als een G. longicollum, een opvatting die nu verlaten is. Op het eind van de twintigste eeuw werd algemeen aangenomen dat de soort beter niet bij Pterodactylus kon worden ingedeeld; een analyse van Unwin had als uitkomst dat de soort nauwer verwant was aan Germanodactylus. Sommigen begonnen al van een Diopecephalus longicollum te spreken, een herleving van de in vergetelheid geraakte naam van Seeley, toen Christopher Bennett in 2006 aantoonde dat Seeley als type voor Diopecephalus materiaal aangewezen had dat onder P. kochi geclassificeerd was en niets met P. longicollum van doen had. Er diende dus alsnog een nieuwe naam te worden gegeven en tot dat moment sprak men voorlopig van een 'Pterodactylus' longicollum, waarbij de aanhalingstekens aangaven dat men zich bewust was van het feit dat het niet om Pterodactylus gaat.
In 2012/2013 benoemde Bennett alsnog een eigen geslacht Ardeadactylus. De geslachtsnaam is mede afgeleid van het geslacht Ardea, Latijn voor "reiger", een verwijzing naar de overeenkomstige bouw met langwerpige spitse snuit, lange nek en lange achterpoten; reeds Fraas vergeleek de soort in 1878 met de blauwe reiger, Ardea cinerea. Het achtervoegsel ~dactylus, 'vinger', is sinds Pterodactylus, 'vleugelvinger', bij pterosauriërs gebruikelijk. Naast SMNS 56603 erkende Bennett maar één verder bekend specimen: JME-SOS 2428. Hij stelde dat P. longipes, slechts bestaande uit een dijbeen en een scheenbeen, een nomen dubium was. Door de benoeming van een eigen geslacht wordt de combinatio nova Ardeadactylus longicollum, de typesoort blijft Pterodactylus longicollum.
De fossielen zijn gevonden in lagen van het Tithonien, de Malm Zèta 1 (Nusplingen), 2 (Eichstätt, Schamhaupten) en 3 (Daiting) die ongeveer 153 tot 152 miljoen jaar oud zijn. Beide nog bestaande specimina betreffen vrij volledige en relatief in verband liggende skeletten met schedel. JME-SOS 2428 is sterker beschadigd. Dat de leeftijden van deze specimina vrij sterk uiteenlopen — ze zouden honderdduizenden jaren kunnen verschillen — maakt het problematisch of ze werkelijk tot dezelfde soort behoren. De beschadigingen van JME-SOS 2428 maken dat lastig vaststelbaar. Het zou ook kunnen dat de vorm uit Eichstätt, door het oorspronkelijke holotype vertegenwoordigd, een andere is dan die uit Nusplingen of Daiting. Toekomstige vondsten moeten dit ophelderen.

## Beschrijving
Ardeadactylus is een middelgrote pterosauriër met een vlucht van zo'n anderhalve meter: het neotype heeft een spanwijdte van 145 centimeter, JME-SOS 2428 van 1,6 meter. Het type lijkt niet heel erg op Pterodactylus en heeft, zoals de soortaanduiding al aangeeft, een erg lange nek, langer dan de schedel. Die schedel, hoewel slank en langgerekt als bij Pterodactylus, is achteraan boller en vooraan holler. Hij draagt een lage kam. De fenestra nasoantorbitalis is vergeleken met Pterodactylus korter, maar iets langer dan de oogkas, en mist volgens Wellnhofer de lange processus nasalis. Er staan vijftien slankere en langere meer gekromde tanden in de bovenkaak, die echter juist een bredere basis hebben. De tandrij is korter en begint pas een stuk vóór de fenestra nasoantorbitalis. De snuit en onderkaken zijn vooraan wat verbreed. De romp is meer gedrongen met een hoekiger borstbeen. De middenhandsbeenderen zijn veel langer; de uiterste vingerkootjes van de vleugelvinger juist korter. Omdat het materiaal groter is dan de meeste Pterodactylus-fossielen met bij het holotype een schedellengte van 215 millimeter, een romplengte van vijftien centimeter en een vleugelspanwijdte van 145 centimeter, bestond de mogelijkheid dat dit slechts rijpingsverschillen vertegenwoordigden; het holotype was immers een volwassen exemplaar. De vondst van een volgroeid exemplaar van P. antiquus toonde echter dat die juist meer tanden had, vijfentwintig, dan de jonge dieren, niet minder. Het moest dus om een apart taxon gaan. Van Ardeadactylus zelf zijn volgens Bennett weliswaar geen jongen herkend maar het zou kunnen dat die verscholen zitten tussen het aan Pterodactylus toegewezen fossiel materiaal.
Bennett gaf in 2012 een formele diagnose bestaande uit onderscheidende kenmerken. De schedel is langwerpig. De snuit is slank en langgerekt. Het voorste deel van de bovenrand van de schedel is opvallend hol. Althans volwassen exemplaren hebben ongeveer vijftien tanden per kaak, dus zo'n zestig in totaal. De tanden zijn sterk gebouwd, licht gebogen en iets naar voren gericht. De achterste tanden zijn ongeveer even groot als de voorste tanden in plaats van kleiner. De tandrijen beslaan de helft van de schedellengte. De tandrij van de bovenkaak reikt naar achteren toe niet onder de fenestra nasoantorbitalis. De derde tot en met zevende halswervel zijn langgerekt. De nek is ten opzichte van de schedel langer dan bij Cycnorhamphus, Ctenochasma en Aurorazhdarcho. Pterodactylus neemt een middenpositie in maar volgens Bennett komt dit doordat de nek bij de grotere Ardeadactylus tijdens het groeien in relatieve lengte toenam. Het tweede kootje van de vleugelvinger heeft 65 tot 71% van de lengte van het eerste kootje. Een grafiek met de respectievelijke lengten van het eerste tot en met vierde kootje heeft een omhoog gebogen holle curve.
Wellnhofer had in 1970 nog wat typerende kenmerken aangegeven maar volgens Bennett weerspiegelden die slechts het feit dat het om een groot volgroeid exemplaar ging. Het vermeende ontbreken van een processus nasalis aan de bovenrand van de grote schedelopening, de fenestra nasoantorbitalis, zou slechts het gevolg zijn van een beschadiging van het fossiel.

## Fylogenie
Bennett plaatste Ardeadactylus in de Pterodactyloidea en daarbinnen in de Pterodactylidae.
In 2017 en 2018 vonden analyses de soort in de Ctenochasmatoidea.

## Levenswijze
Volgens Bennett was Ardeadactylus een viseter. Als een zeldzamer lid van de fauna dan Pterodactylus is het mogelijk dat hij op grotere vissen joeg. Daarop duiden ook de grotere en rechtere tanden. De geslachtsnaam weerspiegelt mede de vermoedde levenswijze.
Zowel von Meyer als Fraas wezen er bij de door hun beschreven exemplaren op dat het om krachtige vliegers moest gaan, gezien de formidabele vleugellengte. Fraas stelde dat het dier met zijn zwakke vingers wel niet in bomen of op rotsen gekleuterd zal hebben, zoals in zijn tijd typisch voor pterosauriërs werd verondersteld.